# 베를린 샤를로텐부르크역
베를린 샤를로텐부르크역(Bahnhof Berlin-Charlottenburg)은 베를린 샤를로텐부르크빌머스도르프구 샤를로텐부르크에 위치한 철도역이다. 베를린 도심선의 서쪽 종착역이며, 베를린-블랑켄하임선 및 함부르크선 도심연결선이 분기한다. 베를린 도심선을 통과하는 모든 베를린 S반 열차(S3, S5, S7, S9)와 지역간 열차가 정차한다.

## 역사

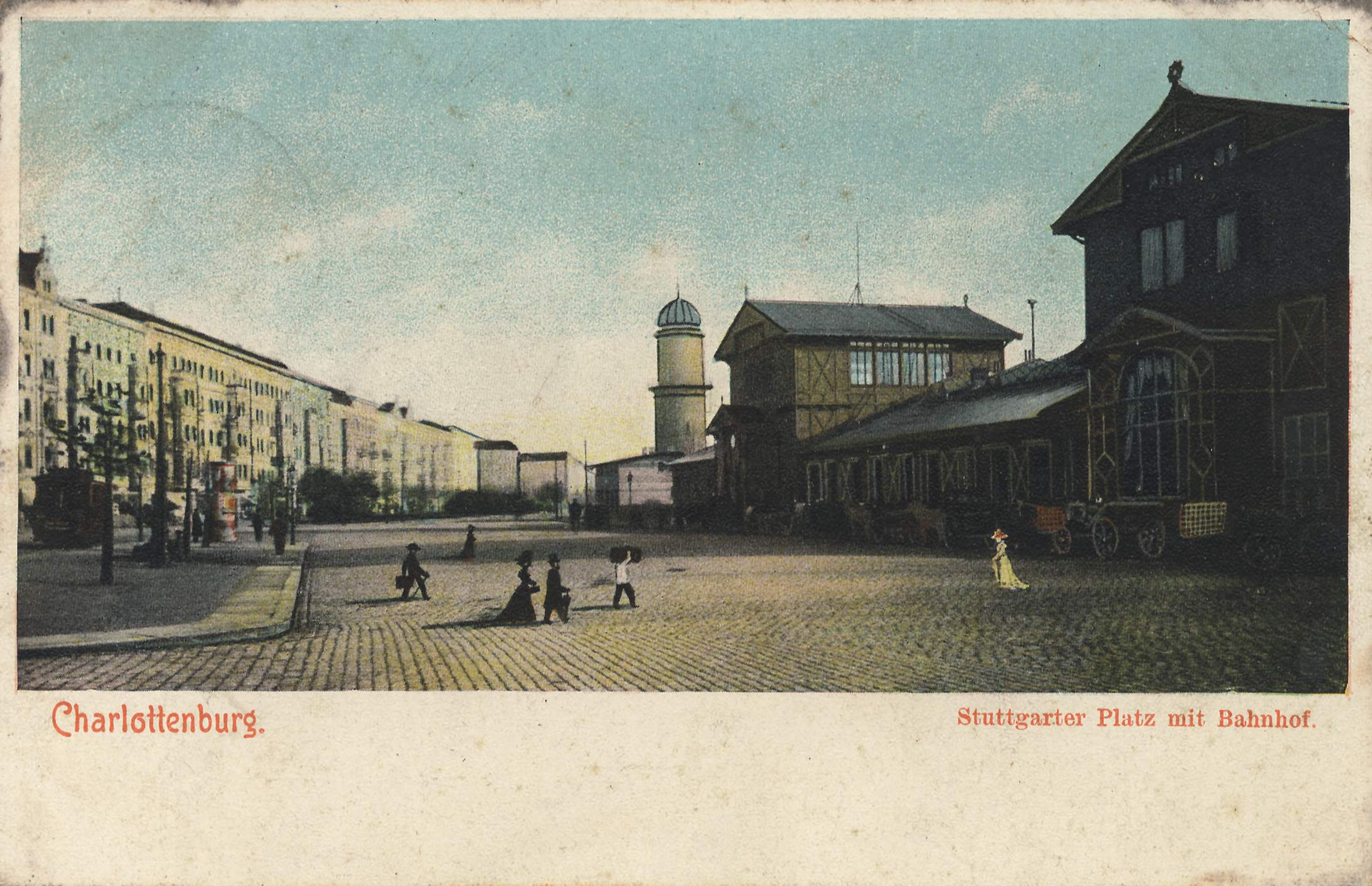
대합실과 슈투트가르트 광장, 1907년

샤를로텐부르크역은 베를린 도심선 건설 당시 서쪽 종착역으로 1882년 2월 7일에 개업했다. 슈투트가르트 광장(Stuttgarter Platz)에 위치해 있었던 구 대합실 건물은 제2차 세계 대전으로 파괴되어 임시 역사로 재건축되었다. 1945년까지는 장거리역에 철도 기지가 부속되어 있었다.
제2차 세계 대전 이후 연합군이 베를린을 점령하면서 베를린의 각각 점령군은 자신의 구역에 전용 철도 승강장을 설치하였다. 영국군은 샤를로텐부르크역을 운송 거점역으로 사용했고, 다른 연합군의 경우 미군은 리히터펠데 베스트역, 프랑스군은 테겔역, 소련군은 뷘스도르프에 수송 시설을 설치했다.
빌머스도르퍼 슈트라세를 보행자 구역으로 전환하면서 쿠르퓌르스텐담과의 새로운 연결 도로가 건설되어야 했다. 역 서쪽을 지났던 카이저프리드리히슈트라세(Kaiser-Friedrich-Straße)가 남쪽으로 연장되어 루이셤슈트라세(Lewishamstraße)와 만나게 되면서 이 역 아래를 통과해야 했다. 새로운 대합실 건물은 1971년 7월 6일에 영업을 시작했고, 귄터 회노(Günter Hönow)가 설계했다. 1984년 1월 9일 독일국영철도에서 보유하고 있었던 서베를린 S반 영업권이 베를린교통공사로 양도되면서, 그 날 오전 4시에 BVG에서 운행하는 최초의 S반 열차가 샤를로텐부르크역에서 출발하여 프리드리히슈트라세역으로 운행했다.

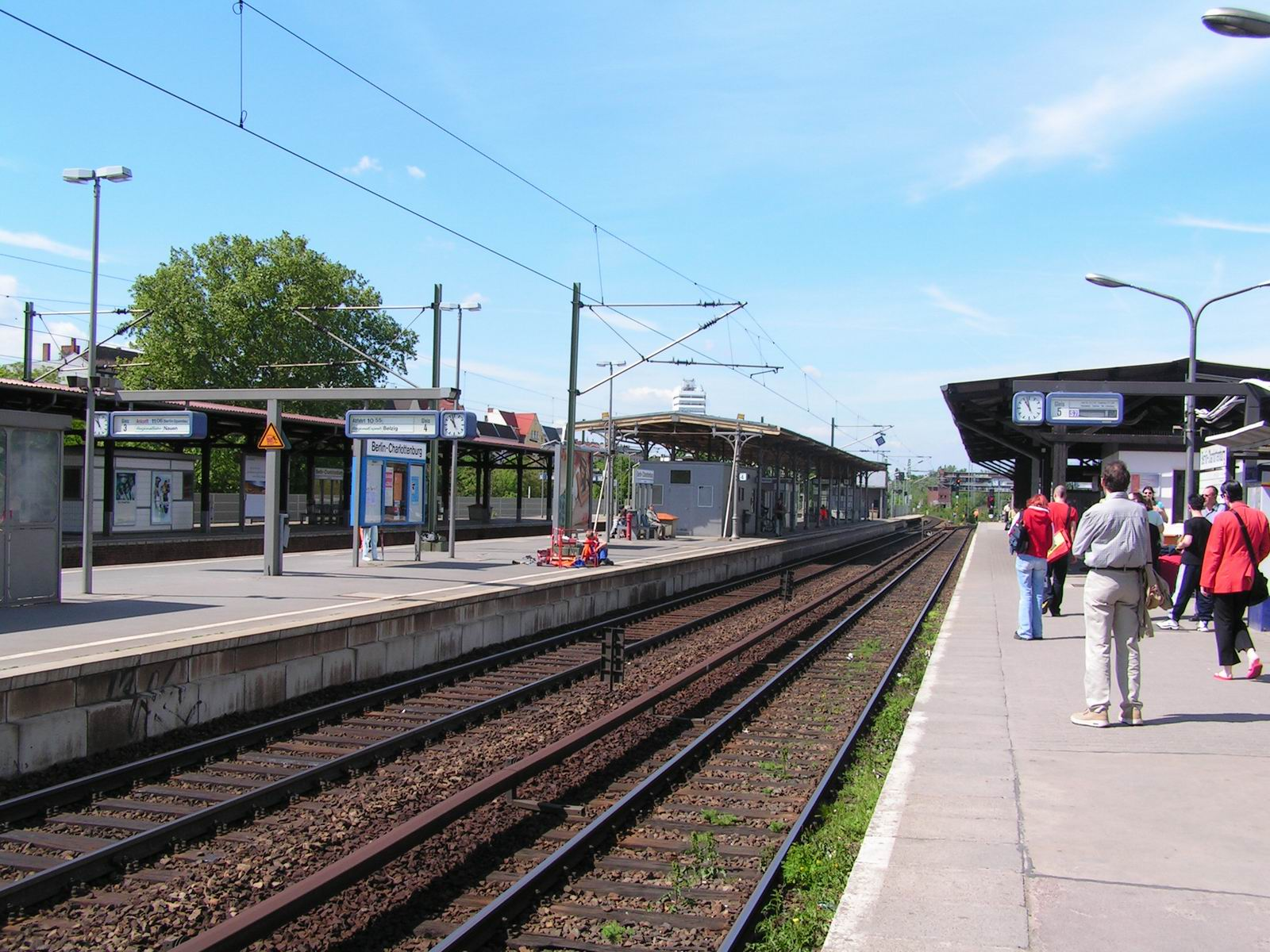
이설 이전 S반 승강장

베를린 지하철 7호선의 빌머스도르퍼 슈트라세역과의 환승 거리를 단축시키기 위해서 2003년부터 S반 승강장 이설 작업이 시작되었다. 기존 S반 승강장이 철거되고 약 200 m 동쪽으로 이설되었다. 이 과정에서 역사 서쪽 출입구가 폐쇄되었고 S반 승강장 동쪽 끝에 새로운 출입구가 개설되었다. 2005년 6월 6일에 새로운 S반 북쪽 승강장이 먼저 개업했고, 남쪽 승강장은 2006년 여름에 개업했다. 장거리선 승강장은 과거의 위치에 계속 존치되었다. 승강장 이설 과정에서 샤를로텐부르크역 승강장 일대에 방음벽이 설치되었다. 이설 이후 S반과 U반 사이의 환승 거리는 단축되었지만, 장거리선 승강장에서 U반으로 환승하려면 S반 승강장을 완전히 횡단해야 한다.
2010년에는 독일 연방정부의 예산을 투입하여 에너지 절약을 목표로 개축되었다. 개축 이후 에너지 사용량이 41% 감소했다. 2012년 9월부터 2013년 4월까지 승강장 아래 터널 위쪽을 지나는 장거리선 노반이 개보수되었다. 도이체 반은 샤를로텐부르크역을 "미래의 역사"로 개량 공사할 계획을 발표했다.

## 시설
총 4개의 섬식 승강장이 설치되어 있으며, 장거리선과 S반선에 각각 2개씩 배당되어 있다. 장거리선 승강장은 역 하부를 통과하는 루이셤슈트라세 서쪽에 설치되어 있다. S반 승강장은 2005년에 동쪽으로 이설되었고, 빌머스도르퍼 슈트라세의 보행자 구역과 빌머스도르퍼 슈트라세역과의 환승 거리가 단축되었다. 베를린 S반의 주요 역 20곳 중 하나로 승강장에서 열차 출발 지시가 진행되었다. 2016년 초부터 1인 승무용 ZAT-FM이 도입되었다.
베를린 순환선의 할렌제역에서 출발하는 단선 연결선이 있으며, 이 역의 최남단 S반 승강장인 5번 승강장으로 연결된다. 베스트엔트 방면에서의 연결선은 제2차 세계 대전으로 파괴되어 재건축되지 않았다.

## 승강장
역 북쪽에서 남쪽으로의 승강장이다.
| 8 | S3 · S5 · S7 · S9 | 베스트크로이츠 · 반제 · 포츠담 중앙역 · 슈판다우 방면                    |
| 7 | S반               |                                                                          |
| 6 | S3 · S5 · S7 · S9 | 중앙역 · 에르크너 · 슈트라우스베르크 노르트 · 아렌스펠데 · BER 공항 방면 |
| 5 | S반               | 할렌제역발 비정규 열차 시발 승강장                                       |
| 4 | Regionallinie     | 반제 · 슈판다우 방면(서행)                                               |
| 3 | Regionallinie     | 반제 · 슈판다우 방면(서행)                                               |
| 2 | Regionallinie     | 중앙역 · 동역 방면(동행)                                                 |
| 1 | Regionallinie     | 중앙역 · 동역 방면(동행)                                                 |

## 인접 정차역
베를린 U7 빌머스도르퍼 슈트라세역과 환승할 수 있다. 베를린 버스 109, 309, 310, X49, N7번과 환승할 수 있다. 이 중 109번, N7번은 장거리선 역사 근처(S Charlottenburg/Gervinusstr.), 나머지 노선은 S반 역사 근처(U Wilmersdorfer Str./S Charlottenburg) 정류장에 정차하며, 310번은 두 정류장 모두에 정차한다.

### 장거리 열차
2018년 12월 시간표 개정에서 장거리 열차가 일부 정차하기 시작했다. 빈 중앙역과 베를린을 연결하는 나이트젯 456/457 열차의 베를린 측 종착역으로 사용된다. 2019년 말부터는 IC 2078 열차가 샤를로텐부르크역에 종착한다.
| 나이트젯·유로나이트·유로시티 | 나이트젯·유로나이트·유로시티 | 나이트젯·유로나이트·유로시티           |
| ---------------------------- | ---------------------------- | -------------------------------------- |
| 시·종착역                    | NJ 456/457                   | 베를린 중앙역 빈 중앙역 방면           |
| 시·종착역                    | EN 40456/40457               | 베를린 중앙역 부다페스트 뉴거티역 방면 |
| 시·종착역                    | EC 60456/60457               | 베를린 중앙역 브로츠와프 중앙역 방면   |

### 지역간 열차 및 S반
RE 8 열차는 야간에만 정규 정차하며, 주간에는 1회만 정차한다. 출퇴근 시간대에는 샤를로텐부르크역을 기점으로 서쪽은 RE 7, 동쪽은 RE 2 노선을 운행하는 임시 열차가 편성된다.
| RE·RB                         | RE·RB | RE·RB                                      |
| ----------------------------- | ----- | ------------------------------------------ |
| 반제 마그데부르크 중앙역 방면 | RE 1  | 동물원역 프랑크푸르트 (오데르) 중앙역 방면 |
| 슈판다우 나우엔 방면          | RE 2  | 동물원역 콧부스 중앙역 방면                |
| 슈판다우 비텐베르게 방면      | RE 6  | 시·종착역                                  |
| 슈판다우 데사우 중앙역 방면   | RE 7  | 동물원역 젠프텐베르크 방면                 |
| 슈판다우 비스마르 방면        | RE 8  | 동물원역 BER 공항 터미널 1-2 방면          |
| 반제 포츠담 골름역 방면       | RB 23 | 동물원역 BER 공항 터미널 1-2 방면          |
| 베를린 S반                    |       |                                            |
| 베스트크로이츠 슈판다우 방면  | S3    | 사비니플라츠 에르크너 방면                 |
| 베스트크로이츠 방면           | S5    | 사비니플라츠 슈트라우스베르크 노르트 방면  |
| 베스트크로이츠 포츠담 방면    | S7    | 사비니플라츠 아렌스펠데 방면               |
| 베스트크로이츠 슈판다우 방면  | S9    | 사비니플라츠 BER 공항 방면                 |